# 加野忠
加野 忠（かの ただし、1933年 - ）は日本の実業家、経済学者。元ソロモン・ブラザーズ銀行日本代表、博士（経済学）（中央大学・論文博士・2009年）。

## 人物
北海道小樽市出身。1957年一橋大学経済学部卒業。大学では都留重人ゼミナールに参加。1962年イェール大学大学院修士課程修了。一橋都留ゼミの同期に、仲澤泰彦（元日本電気常務）、近藤久也（元フジテレビディレクター）、関根友彦（元ヨーク大学教授）、岩崎八男（通産官僚、元中小企業庁長官）などがいる。
大学卒業後東京銀行に入行し証券部長等を経て、1985年退社。セキュリティ・パシフィックに移り、円スワップ取引部門の立ち上げを行う。その後ソロモン・ブラザーズで銀行子会社の設立を行う。
セキュリティ・パシフィック・キャピタル・マーケッツ代表取締役・東京駐在員事務所長、ホア・ゴベット証券社長、ソロモン・ブラザーズ銀行日本代表を歴任。
1993年4月静岡県立大学教授に就任し、週2回横浜市の自宅から静岡まで通い金融論を講じた。1997年4月横浜商科大学教授就任。横浜商科大学では、金融論、国際金融論、証券市場論等を講じた。2006年横浜商科大学を退職し、青葉台リサーチ＆コンサルティグ設立。

2009年学位論文「ドル円相場の政治経済学 : 為替変動にみる日米関係」で、中央大学から博士（経済学）の学位を取得。

## 略歴
- 1933年 北海道小樽市に生まれ
- 1957年 一橋大学経済学部卒業、東京銀行入行
- 1962年 イェール大学大学院経済・社会政策科学研究科国際金融専攻修士課程修了、経済学修士
- 1984年 東京銀行 証券部長
- 1985年1月 東京銀行 証券第一部長
- 1985年7月 東京銀行 常務付参事役
- 1985年 セキュリティ・パシフィック・キャピタル・マーケッツ代表取締役
- 1988年 ホア・ゴベット証券社長
- ソロモン・ブラザーズ銀行日本代表
- 1993年4月 静岡県立大学国際関係学部 教授
- 1997年4月 横浜商科大学商学部 教授
- 2004年3月 横浜商科大学 定年退職
- 2004年4月 横浜商科大学商学部 教授
- 2006年3月 横浜商科大学 退職 青葉台リサーチ＆コンサルティング設立
- 2009年3月 博士（経済学）（中央大学・論文博士）

## 著書
- 『国際金融と外国為』（共著）大学教育出版, 1998.6
- 『金融再編』文藝春秋, 1999.6.
- 『マネー・マーケットの大潮流』（共著）東洋経済新報社, 1999.12
- 『国際金融と外国為替 [新版]』（共著） 大学教育出版, 2001.5
- 『ドル円相場の政治経済学』日本経済評論社, 2006.9